# K-55
K-55 자주포는 대한민국에서 생산된 자주포 중 하나이다. 미국의 M109 자주포를 기반으로 면허생산하였다. 1986년부터 1996년까지 약 1,000대가량 생산되었다.
대한민국은 M109 계열 자주포 중에서 초기 개량형에 속하는 M109A2 자주포를 보유하고 있는데, K-55 자주포 또는 KM109A2 자주포라고 부른다. 그러나 주로 K-55 자주포라고 부르며, 주한미군에서는 M109A2K라고 부른다. 대한민국 국군의 주력 자주포는 K9 자주포로 많이 대체되었지만 K-55도 아직 많이 남아 있다. 미국은 M109 자주포 전력의 일부 감축의 영향으로 약 M109A6 팔라딘 자주포를 1,800여대 보유 중에 있다. 그 결과 대한민국은 M109 계열의 2위 운용국이다. (약 1,000대)

## K-55A1
K-55 자주포가 개량되어 거의 모든 개량에 K-9 자주포의 기술이 들어갔다. 사거리가 최대 32km까지 늘어났고 초탄발사 시간을 기존 2~11분에서 45∼75초까지 줄였다. 또한 관성항법장치·위성항법장치·속도보정장치의 성능을 개량하여 자동화된 사격 및 야전 운용성과 사격 정확도를 개선하였다.

## K-55 계열
K-56 탄약 보급 장갑차 : K55의 차체를 이용하여 만들어졌다. K-10 탄약보급장갑차와 비슷한 성격을 가진 차량으로 사실 K66보다 나중에 만들어졌고 취소된 K66를 대신해 출시되었다.
K10의 기술을 도입하여 K55A1 모델을 베이스로 적용한 차량이다. 차체 앞에 큰막대 모양의 구조물이 K55 자주포의 뒤에 장착되어 직접 보급하게 된다.
최신형인 만큼 K56은 K55와 K9에 포탄을 보급해줄 수 있지만 K-10은 K-9전용이라고 한다. 그래서 K10대신 K56을 양산하자는 제안이 나오기도 했다. 2011년 개발은 완료되었고 국방부는 바로 도입을 원했지만 감사원에서 '노후화되는 K55의 지원차량을 만드는게 비용대비 효과 측면에서 적절한가'의 논리로 2013년 상반기까지 결정이 보류되었다. 그러다가 2013년 7월 25일, 650억 원을 들여 2015년까지 1차 양산을 하기로 결정했다.
K-77 사격 지휘 장갑차 : K-77 사격지휘장갑차는 K-55의 차대에 선 채로 관측 및 지휘할 수 있는 높은 구조물을 설치하고 내부에 포병사격지휘체계(BTCS)와 각종 VHF대역 통신장비와 화생방 대비 내부 승무원 보호장비를 장착한 차량이다. K-55 및 K-9 자주포 6문으로 이루어진 1개 자주포 포대에 1대가 편제되며, 대대 지휘용 1대와 연대/여단 지휘용 1대가 추가로 편제되어 있다.
BTCS는 표적 획득부터 포탄 발사까지 과정을 전산화한 것이다. 포병대대의 사격지휘소와 연계된 관측자, 포대의 사격지휘소, 인접 포병대대와의 연동 운용으로 사격제원 산출과 필요한 전술적 판단을 빠르고 용이하게 해 준다. BTCS는 1994년 4월 18일부터 개발되어 운용되기 시작했다. 제원상으로는 박격포부터 견인포, K-55와 K-9, 그리고 MLRS까지 관제할 수 있다고 한다.
K66 탄약운반장갑차 : K55의 차체를 이용해서 만들어졌다. 그러나 사업 도중 비리의혹으로 취소되었다. K55와 직접 연결되어 탄을 공급하는 차량은 아니었고 단순히 장갑화된 탄약 운반 차량이었다. 형상은 K77과 유사하다.

## 같이 보기
- M109 자주포
- K-55A1
- K-9 자주포
- K1A1